# Nielsenholen
Nielsenholen är ett berg i Antarktis. Det ligger i Östantarktis. Norge gör anspråk på området. Toppen på Nielsenholen är 1 194 meter över havet.
Terrängen runt Nielsenholen är varierad. Trakten är obefolkad. Det finns inga samhällen i närheten. 